# 莲城镇 (广南县)
莲城镇，是中华人民共和国云南省文山壮族苗族自治州广南县下辖的一个乡镇级行政单位。

## 行政区划
莲城镇下辖以下地区：
北宁社区、莲湖社区、南秀社区、永安社区、龙井社区、北坛社区、菜园社区、莲花村、那们村、小广南村、董那孟村、平山村、岜夺村、坝汪村、细掌村、端讽村、坡孟村、赛京村、端鸠村、老龙村和那朵村。